# Joaquim de Almeida
Joaquim de Almeida, all'anagrafe Joaquim António Portugal Baptista de Almeida (Lisbona, 15 marzo 1957), è un attore portoghese naturalizzato statunitense.
Ha lavorato come attore in Europa, Stati Uniti, Germania, Brasile, Messico ed Argentina. All'età di 18 anni, dopo aver frequentato due anni di scuola di teatro al Conservatorio di Lisbona, il conservatorio viene chiuso a causa della Rivoluzione dei garofani del 1974. De Almeida si trasferisce quindi per un anno a Vienna e nel 1976 a New York, dove studia presso l'Istituto di film e teatro di Lee Strasberg, istituto frequentato da attori come Robert De Niro, Al Pacino ed Angelina Jolie.

## Biografia
Dopo aver calcato per alcuni anni la scena teatrale, il suo esordio cinematografico avviene nel film Executor del 1982. Ma il suo primo ruolo significativo, e prima apparizione in un film americano, lo ottiene nel 1983 nella pellicola Il console onorario accanto a Michael Caine, Richard Gere e Bob Hoskins. Qualche anno dopo recita in un film dei fratelli Taviani Good Morning Babilonia, film d'apertura del Festival del cinema di Cannes del 1987. Negli anni seguenti appare in parecchie pellicole, come Love Dream e Yo puta.
Nel 1994 è diretto dal regista Phillip Noyce in Sotto il segno del pericolo dove interpreta un ex colonnello cubano, antagonista di Harrison Ford e Willem Dafoe. Nello stesso anno interpreta la parte di un italiano nel film Only You - Amore a prima vista. Nel 1995 lo troviamo accanto ad Antonio Banderas e Salma Hayek nell'action thriller Desperado. Nello stesso anno è con Marcello Mastroianni e Daniel Auteuil in Sostiene Pereira. Sempre nel 1995 vince il Golden Globe portoghese per la sua interpretazione nel dramma Adamo ed Eva. Vince lo stesso premio nel 1997 e nel 2001. Sempre nel 2001 interpreta il ruolo dell'ammiraglio Juan Miguel Piquet, comandante della flotta NATO nel film Behind Enemy Lines - Dietro le linee nemiche. L'anno precedente prende parte al film Capitani d'aprile.
Nel 2004 partecipa alla terza stagione della serie americana 24, mentre nel 2007 interpreta Michael nel film vincitore del premio Oscar La cucina. L'anno dopo interpreta il presidente René Barrientos nel film biografico Che - Guerriglia. Appare anche nel dramma The Burning Plain - Il confine della solitudine con Kim Basinger e Charlize Theron. Nel 2011 interpreta un uomo d'affari corrotto nel quinto film della serie Fast and Furious. Nel 2016 prende parte alla serie televisiva Regina del Sud.

## Filmografia parziale

### Cinema
- Executor (The Soldier), regia di James Glickenhaus (1982)
- Il console onorario (The Honorary Consul), regia di John Mackenzie (1983)
- Good Morning Babilonia, regia di Paolo e Vittorio Taviani (1987)
- Love Dream (1988)
- Disamistade, regia di Gianfranco Cabiddu (1988)
- A Ilha, regia di Joaquim Leitão (1990)
- Sotto il segno del pericolo (Clear and Present Danger), regia di Phillip Noyce (1994)
- Only You - Amore a prima vista (Only You), regia di Norman Jewison (1994)
- Desperado, regia di Robert Rodriguez (1995)
- Sostiene Pereira, regia di Roberto Faenza (1995)
- Behind Enemy Lines - Dietro le linee nemiche (Behind Enemy Lines), regia di John Moore (2001)
- Il fuggiasco, regia di Andrea Manni (2003)
- Non abbiate paura - La vita di Giovanni Paolo II, regia di Jeff Bleckner (2005)
- La profezia di Celestino (The Celestine Prophecy), regia di Armand Mastroianni (2006)
- La cucina, regia di Allison R. Hebble e Zed Starkovich (2007)
- Che - Guerriglia (Guerrilla), regia di Steven Soderbergh (2008)
- The Burning Plain - Il confine della solitudine (The Burning Plain), regia di Guillermo Arriaga (2008)
- Fast & Furious 5 (Fast Five), regia di Justin Lin (2011)
- All'ultimo voto (Our Brand is Crisis), regia di David Gordon Green (2015)
- Come ti ammazzo il bodyguard (The Hitman's Bodyguard), regia di Patrick Hughes (2017)
- Downsizing - Vivere alla grande (Downsizing), regia di Alexander Payne (2017)
- Breaking & Exiting, regia di Peter Facinelli (2018)
- Legionnaire's Trail, regia di Jose Magan (2020)
- Fatima, regia di Marco Pontecorvo (2020)
- Land of Dreams, regia di Shoja Azari e Shirin Neshat (2021)
- God Save the Queens, regia di Jordan Danger (2022)
- Missing, regia di Will Merrick e Nick Johnson (2023)
- Fast X, regia di Louis Leterrier (2023)
- The Palace, regia di Roman Polański (2023)
- Road House, regia di Doug Liman (2024)

### Televisione
- Miami Vice - serie TV, episodio 2x09 (1985)
- 24 - serie TV, 12 episodi (2003-2004)
- West Wing - Tutti gli uomini del Presidente (The West Wing) - serie TV, episodio 5x12 (2004)
- CSI: Miami - serie TV, episodio 5x15 (2007)
- Parenthood - serie TV, episodio 1x11 (2010)
- Revenge - serie TV, episodio 2x09 (2012)
- Bones - serie TV, episodio 9x07 (2013)
- Regina del Sud (Queen of the South) - serie TV, 24 episodi (2016-2018)
- Elementary - serie TV, episodio 6x13 (2018)
- Aruanas - serie TV, 5 episodi (2021)
- Now and Then - serie TV, 4 episodi (2022)
- Warrior Nun - serie TV, 12 episodi (2020-2022)
- Shōgun – miniserie TV (2024)

## Doppiatori italiani
Nelle versioni in italiano delle opere in cui ha recitato, Joaquim de Almeida è stato doppiato da:
- Saverio Moriones in Sotto il segno del pericolo, Crusoe, The Glades, All'ultimo voto
- Mario Cordova in Miami Vice, 24, Come ti ammazzo il bodyguard, Downsizing - Vivere alla grande
- Stefano De Sando in Fast & Furious 5, Rouge Brésil, Fast X
- Dario Oppido in La profezia di Celestino, Cody il mio amico robot, Missing
- Sergio Di Stefano in Only You - Amore a prima vista, Non abbiate paura - La vita di Giovanni Paolo II
- Nino Prester in Desperado, Bobby Z - Il signore della droga
- Michele Gammino in Ingannevoli sospetti, C'era una volta
- Bruno Alessandro in CSI: Miami, Shōgun
- Edoardo Siravo in The Mentalist, Road House
- Roberto Chevalier in Il console onorario
- Luca Ward in Good Morning Babilonia, Disamistade
- Roberto Pedicini in Love Dream
- Saverio Indrio in West Wing - Tutti gli uomini del Presidente
- Roberto Draghetti in Capitani d'aprile
- Stefano Mondini in Behind Enemy Lines - Dietro le linee nemiche
- Mauro Magliozzi in Yo puta
- Eugenio Marinelli in Bones
- Paolo Marchese in Che - Guerriglia
- Ennio Coltorti in The Burning Plain - Il confine della solitudine
- Carlo Valli in Revenge
- Gerolamo Alchieri in Elementary
- Luca Biagini in Regina del Sud

Come doppiatore, è sostituito da:
- Dario Oppido in The Batman